# AVG Technologies
AVG Technologies (appelée auparavant Grisoft) est une société de logiciels de sécurité basée à Amsterdam aux Pays-Bas. La société a été fondée en 1991 par Jan Gritzbach et Tomáš Hofer.
La société a développé des services de sécurité Internet tels que l'antivirus AVG. Elle possède des bureaux en Europe, en Israël, au Brésil, au Canada et aux États-Unis.
Le 2 février 2015, plus de 200 millions d'internautes utilisaient les produits et services d'AVG, notamment la sécurité Internet, l'optimisation des performances et les applications de protection de la vie privée et de la protection de l'identité.
En juillet 2016, Avast Software a annoncé son intention d'acquérir AVG. L'acquisition a été achevée le 30 septembre 2016.

## Histoire
La compagnie a été fondée à Brno en République tchèque par Jan Gritzbach et Tomáš Hofer en 1991 sous le nom de GRISOFT /C/ SOFTWARE, spol. S r.o. . Elle était la propriété de Jan Gritzbach.
En 2001, Jan Gritzbach a vendu Grisoft à Benson Oak Capital Acquisitions. La société holding Grisoft Inc. basée à Wilmington dans le Delaware a été utilisée pour la transaction. En 2002, la société a été rebaptisée GRISOFT, s.r.o. .
Trois ans plus tard, Benson Oak a vendu une participation de 65% dans la société à Intel Capital et Enterprise Investors pour 52 millions de dollars US,,. Le holding était Grisoft Holdings B.V., basée à Amsterdam aux Pays-Bas, renommé plus tard Grisoft International B.V., qui est progressivement devenu la principale société.
Le 19 avril 2006, Grisoft a acquis la société allemande ewido Networks, un fabricant de logiciels antiespions et a intégré les fonctionnalités d'ewido dans de nouvelles versions du logiciel AVG,.
Le 6 novembre 2006, Microsoft a annoncé que les produits de sécurité AVG seraient disponibles directement à partir du Centre de sécurité Windows dans Windows Vista.
Depuis le 7 juin 2006, le logiciel AVG a également été utilisé en tant que composant facultatif de GFI MailSecurity, produit par GFI Software. Le 5 décembre 2007, Grisoft a annoncé l'acquisition d'Exploit Prevention Labs, développeur de la technologie de navigation sécurisée LinkScanner.
En 2008, GRISOFT, s.r.o. a été renommé AVG Technologies CZ, s.r. et Grisoft International B.V. est devenu AVG Technologies, N.V. . Ces modifications ont été apportées pour accroître l'efficacité de leurs activités de marketing.
En janvier 2009, AVG a annoncé la finalisation de ses projets d'acquisition de Sana Security. Les technologies développées par Sana Security étaient alors concédées sous licence à Symantec,,.
Le 5 octobre 2009, TA Associates a acheté une participation minoritaire dans AVG Technologies pour plus de 200 millions de dollars US.
En avril 2010, AVG a annoncé la nomination du vétéran de l'industrie de la sécurité Yuval Ben-Itzhak (en) comme vice-président principal de l'ingénierie. Ben-Itzhak est devenu le directeur de la technologie plus tard cette année.
Le 9 juin 2010, AVG a annoncé l'acquisition de Walling Data, une société de distribution de logiciels de sécurité en Amérique du Nord, basée en Caroline du Nord, qui avait distribué des produits d'AVG aux États-Unis depuis 2001.
Le 10 novembre 2010, AVG a annoncé l'acquisition de DroidSecurity de Tel-Aviv, une société spécialisée dans les solutions de sécurité mobiles pour le système d'exploitation Android. DroidSecurity est devenu une filiale en propriété exclusive d'AVG et le PDG et fondateur de DroidSecurity, Eran Pfeffer, est devenu le directeur général de l'équipe de solutions mobiles d'AVG.
En décembre 2010, AVG a publié une mise à jour obligatoire de son logiciel antivirus qui avait rendu des milliers d'ordinateurs inutilisables à la suite de la mise à jour précédente. AVG a aussi publié un correctif qui tentait de réparer les ordinateurs endommagés par la mise à jour. Les utilisateurs concernés pouvaient regarder une vidéo sur la page YouTube officielle d'AVG pour résoudre le problème.
Le 28 janvier 2011, un dangereux programme malicieux est apparu, empruntant le nom, l'interface et les graphiques du véritable antivirus AVG. Ce programme malicieux a causé des problèmes à plusieurs utilisateurs qui l'ont installé, croyant installer le véritable antivirus AVG,.
Le 1er décembre 2011, AVG Technologies a annoncé l'acquisition de Bsecure Technologies inc. (Bsecure), un fournisseur important de technologie propriétaire basée sur l'infonuagique dans l'industrie du filtrage d'Internet depuis 2001 et le fournisseur de logiciels le plus recommandé pour la contrôle parental en ligne.
En 2011, le groupe a été restructuré de nouveau. AVG Technologies Holdings B.V. a été fondée, ayant AVG Technologies CZ, s.r.o. et AVG Technologies, N.V. comme filiales.
Le 7 février 2012, AVG Technologies, N.V. a fait son introduction en bourse sur le New York Stock Exchange.
Le 12 juin 2013, AVG Technologies a annoncé l'acquisition de Level Platforms (en).
Le 30 juillet 2013, AVG Technologies a annoncé que Gary Kovacs (en) était le nouveau PDG de la société.
En novembre 2014, AVG Technologies a annoncé l'acquisition de Norman Safeground AS, une société basée à Oslo connue pour la suite Norman de produits de sécurité.
En septembre 2015, la société a annoncé l'acquisition de Location Labs, une entreprise avec des produits de sécurité personnelle sur les quatre principaux transporteurs cellulaires américains.
Le 7 juillet 2016, Avast Software a annoncé son intention d'acquérir AVG Technologies pour un prix d'achat de 25 $ américain par action en numéraire, pour un total d'environ 1,3 milliard de dollars. L'acquisition a été conclue le 30 septembre 2016. La compagnie a été retirée de la Bourse de New York.

## Controverses
En mai 2012, AVG Technologies a fait retirer de YouTube, pour violation de droits d'auteur, la vidéo de la chanson pop de 1987 Never Gonna Give You Up, interprétée par le chanteur britannique Rick Astley,,,. La vidéo avait été téléchargée en 2007 et, en octobre 2015, elle comptait plus de 150 millions de vues et 300 000 commentaires. La vidéo a été restaurée dans les 24 heures par YouTube,,,.
L'extension de navigateur web d'AVG et le Secure Search d'AVG ont été critiqués comme étant des adwares, car ils présentent un comportement de type malware.
Le Secure Search d'AVG est offert aux utilisateurs des versions gratuites et payantes des produits AVG. Bien que l'extension offre des fonctionnalités légitimes de blocage des programmes malveillants, la modification par défaut du moteur de recherche par défaut, de la page de démarrage et l'ajout d'un onglet de Secure Search rappelle le comportement d'un programme potentiellement indésirable (PUP). Des problèmes de désinstallation de l'extension ont été largement rapportés, et l'extension pourrait rendre un navigateur web plus vulnérable aux attaques.